# Ischnocnema concolor
Ischnocnema concolor es una especie de anfibio anuro de la familia Brachycephalidae.

## Distribución geográfica
Esta especie es endémica del estado de Río de Janeiro en Brasil. Se encuentra a 2150 metros sobre el nivel del mar en el parque nacional Itatiaia.

## Publicación original
- Targino, Nogueira Costa, Potsch de Carvalho e Silva, 2009: Two New Species of the Ischnocnema lactea Species Series from Itatiaia Highlands, Southeastern Brazil (Amphibia, Anura, Brachycephalidae). South American Journal of Herpetology, vol. 4, n.º 2, p. 139-150.[3]